# The Number 23
The Number 23 (El número 23 en España y Número 23: La revelación en Hispanoamérica) es una película estadounidense de suspense de 2007, dirigida por Joel Schumacher y protagonizada por Jim Carrey. La trama está basada en el enigma del número 23, una creencia que ya ha sido reflejada en más medios y por la cual se cree que todos los incidentes y eventos están conectados con el número 23, con permutaciones del número o cercanos a él. Aunque Robert Anton Wilson fue el creador de la película 23, de 1998, no aparece acreditado en la cinta, que no es un remake de la primera. Esta película es la segunda con Schumacher y Carrey, siendo la primera Batman Forever. El número 23 supone el proyecto número 23 de Joel Schumacher y es la primera cinta de suspense de Jim Carrey.

## Argumento
Walter Sparrow (Jim Carrey) es un empleado de control de animales casado con la propietaria de una tienda de pasteles, Agatha (Virginia Madsen). Ellos tienen un hijo adolescente, Robin (Logan Lerman). La película comienza con Walter narrando los acontecimientos de su reciente cumpleaños. Él comienza describiendo cómo, cerca de las 5 en punto, recibió una llamada para atrapar a un perro. El perro había sido arrinconado en el sótano de un restaurante chino. Walter consigue capturar el perro, pero mientras intenta leer su nombre, inscripto en una medalla en el cuello, el cual es Ned, se distrae y el perro le muerde, escapándose. La persecución lleva a Walter hasta el cementerio, donde el perro se para frente a la lápida de una tal Laura Tollins; en ese momento, se dispone a dispararle un dardo tranquilizante, pero el perro ya no está.
Debido al incidente con el perro llega tarde a la cita que tenía con su mujer y, mientras ella le esperaba, decidió entrar en una librería. En la tienda, Agatha ojea un libro de una autor llamado Topsy Kretts, titulado El número 23. Cuando llega Walter, finalmente, Agatha le dice que le va a comprar el libro como regalo, puesto que es su cumpleaños.
Una vez en casa, Walter comienza a leer el libro, encontrando algunas similitudes entre él y el protagonista de la historia, un detective conocido como "Fingerling". Este protagonista explica que tomó su nombre de un libro que leía cuando era pequeño, sorprendiendo a Walter, que también leía este libro cuando él era pequeño. Además, el libro relata la historia de cómo el detective Fingerling se encuentra con la "rubia suicida", cuya obsesión con el número 23 la conduce a matar a su novio y a suicidarse. En la novela, sus explicaciones y cálculos - incluyendo nombres, fechas de cumpleaños y colores - resultan en el número 23, lo que hace que se vuelva loca. A través de estas escenas de flashbacks sobre la novela, vemos como realiza todos los cálculos sobre las paredes de la habitación de un hotel en el que se hospedaba. Casualmente o no, su habitación estaba enfrente de la 959, cuyas cifras suman 23.
La película crea el suspense debido a que Walter comienza a ver acontecimientos en su mente del asesinato y suicidio de la rubia suicida y la línea del tiempo de la película se comienza a mezclar con estos sueños. La tensión se crea debido a que se convierte en una historia dentro de una historia. No se sigue solo la vida Walter, sino que además se ve el libro a través de Walter y de cómo se va introduciendo cada vez más dentro de la confusa novela. La creciente obsesión que Walter tiene con esta novela es conocida por su mujer e hijo cuando les cuenta todo sobre el fenómeno del 23 en el que el libro se basa. Walter les muestra sus cálculos en los que su nombre, el número de la casa y de la seguridad social sumaban 23. Estos cálculos son, de nuevo, similares a los de Fingerling en el libro. Walter visita al Dr. Isaac French (Danny Huston), un amigo de Agatha, del cual espera recibir explicaciones sobre la teoría del 23.
Walter vuelve a la tienda con el libro y se entera de que el libro fue creado e impreso por el mismo autor, Topsy Kretts, quien no había escrito ningún libro más y que no es conocido por nadie.
Cada vez más metido dentro de la historia del detective Fingerling, Walter comienza a sospechar que el Dr. French tiene una relación con Agatha, con hechos paralelos en el libro. Walter comienza a pensar que todo lo que está asociado con el 23 es peligroso debido a que 2 dividido entre 3 es 0.6 periódico (0.666, el número de la bestia), como el Dr. French le explicó.
La paranoia de Walter le hace tener sueños de él matando a Agatha, de nuevo en paralelo con el libro. Después de un sueño Walter se levanta, toma su auto y comienza a conducir en mitad de la noche, dejándole una nota a Agatha en la que le decía que no se encontraba bien. Walter tiene una especie de corazonada y para en el King Edward Hotel, que fue construido en 1923, y pregunta por la habitación 23.
Walter continúa leyendo el libro, que acaba en el capítulo 22, cuando Fingerling está en un balcón tratando de decidir si saltar o no, después de haber asesinado a su pareja, una joven italiana llamada Fabrizia. En ese momento, Walter oye los ladridos de Ned (el perro que no pudo capturar) y lo sigue, hasta que este se detiene de nuevo en la lápida de Laura Tollins (Rhona Mitra), quien murió en su vigésimo tercer cumpleaños y cuyo cuerpo nunca se encontró. Walter investiga la muerte de Laura Tollins y descubre que tenía una relación amorosa con su profesor, Kyle Flich (Mark Pellegrino). Walter piensa que el profesor escribió el libro como una confesión y va a verle a la cárcel, pero no consigue nada en la visita, ya que el hombre le asegura que él no escribió el libro y que además es inocente. Además, Flich le dice que si hubiese escrito un libro, él no hubiese usado un pseudónimo "tan tonto" como Topsy Kretts (que suena como "Top secrets" en inglés).
Robin encuentra una dirección escondida al final del libro y mandan 23 cajas llenas de gomaespuma de embalaje, para ver qué sucede. Cuando están en la dirección de destino un hombre comienza a abrir las cajas, pero le sorprenden diciéndole que todo había acabado y que sabían que el libro lo había escrito él, pero este solo se limita a decir que Walter debería estar muerto; intenta escapar, pero cuando Walter le detiene, este se suicida cortándose el cuello. Dentro de los bolsillos del hombre, Agatha encuentra una tarjeta de identificación que pertenecía a un instituto de enfermos mentales, en la que se podía leer que el hombre era el Dr. Sirius Leary (que al igual que "Topsy Kretts", puede ser leído como "seriously"), pero ella no le cuenta nada a Walter. Agatha va al instituto y encuentra la antigua oficina de Leary. En una celda llena de cálculos con el número 23, ella encuentra una caja vieja en la que aparece el nombre de Walter y el caso número 85307. Aquí también existe una gran coincidencia, puesto que las cifras de tal número sumadas entre sí dan como resultado 23.
Mientras tanto, Robin y Walter, que habían estado examinando el libro, descubren que en cada vigésimo tercera palabra de cada vigésimo tercera página se describen dos mensajes, el primero de ellos: "Visita a Casanova Spark; cava debajo de los escalones al cielo" y el segundo: "Te advierto, el infierno te espera hombre Sparrow". Robin pregunta quién es "Casanova Spark", a lo que Walter misteriosamente responde, "No es una persona".
Ellos llegan al parque Casanova (Walter deduce que Casanova Spark realmente era Casanovas Park, el parque) y bajan hacia una cartel que dice "las escaleras hasta el cielo", bajan los 23 escalones y al final ellos cavan en la tierra y descubren los restos de un esqueleto humano, presumiblemente el de Laura Tollins, pero cuando ellos vuelven con un oficial de policía los huesos ya no están. El Dr. French acerca a Agatha hasta el lugar donde encontraron los restos y finalmente los tres vuelven a casa. Pero en el camino ellos se encuentran con Ned sentado en la carretera. Walter acelera, para intentar matarlo, pero para el coche en el último segundo, arrepentido; en ese momento Walter observa que las manos de Agatha están llenas de tierra.
Cuando Agatha llega a casa y se está limpiando las manos, Walter se enfrenta a ella acusándola de haber tomado los huesos y de haber escrito el libro. Ella admite haber movido el esqueleto para protegerle a él y le dice a Walter que de hecho él fue quien escribió el libro, y le muestra los contenidos de la caja que encontró en el instituto abandonado de pacientes mentales. En la caja había cómics de detectives, un manuscrito denominado "El número 23" con el nombre del Walter en él y un saxofón, el instrumento que Fingerling tocaba en el libro. 
Walter reacciona con incredulidad y regresa al hotel donde estuvo, pero esta vez se hospeda en la habitación 23 y comienza a quitar el papel pintado de las paredes y descubre el capítulo número 23 del libro escrito en las paredes, en el cual se identificaba a sí mismo como el autor y en el que declaraba su confesión explicándolo todo. En ese momento, Walter comienza a recordar el porqué de todo: el suicidio de su padre después de la muerte de su madre. Laura Tollins, una chica que iba a la universidad con él y de la cual se enamoró y su obsesión por el número 23, heredada por parte de su padre. Laura comenzó eventualmente a acostarse con su profesor y Walter al enterarse de la infidelidad, la confronta. Sin embargo Laura le rebela que nunca lo había amado y lo pone a prueba con un cuchillo de cocina para que la matara, Al principio Walther se niega rotundamente pero esto enoja a Laura atacándolo con el cuchillo para provocarlo. Él entró en cólera, mató a Laura apuñalándola brutalmente y la enterró en el parque, mientras Ned le observaba. Como el personaje del libro, el profesor fue el primero en entrar en la habitación en la que Laura fue asesinada y tomó el cuchillo, cubriendo el arma con sus huellas dactilares y manchando sus manos con la sangre de ella. Debido a esto, él fue arrestado por asesinato. Walter entonces entra en la habitación del hotel y escribe el libro y el resto (el capítulo 23) lo escribe en las paredes, y luego finalmente salta desde el balcón. Él sobrevive, pero con grandes daños. Debido a la caída, Walter tuvo pérdida de memoria y olvidó el asesinato de Laura. Cuando Walter sale del instituto para enfermos mentales conoce a Agatha. Más tarde, el Dr. Leary lee los manuscritos y los publicaría, obsesionándose con el número 23.
Agatha va a la habitación del hotel a buscar a Walter, quien se encontraba dolorido, puesto que ahora sabía que había matado a Laura y que un hombre inocente estaba en la cárcel por su culpa; entonces, Walter le dice a Agatha que se vaya, puesto que es un asesino y que la podría matar, y ella le da un cuchillo y le dice que si es realmente un asesino, que la mate. En ese momento, sale a la carretera y se pone delante de un autobús, pero cuando está a punto de atropellarlo, Walter lo esquiva.
Finalmente, Walter decide contar lo sucedido a las autoridades y liberan al profesor. Él es optimista, puesto que al haber confesado la pena será menor, pero lo que realmente le importa es que no tomó la decisión fácil de suicidarse e hizo lo justo.
Al final de la película aparece un extracto de la Biblia, del capítulo 32, versículo 23: "Sabed que vuestro pecado os alcanzará".

## Curiosidades
Durante uno de los flashbacks que Walter tiene sobre el libro, el detective Fingerling le señala a Fabrizia numerosas coincidencias con el número 23 y otros hechos o datos históricos. Fingerling señala que Ted Bundy (asesino en serie) fue ejecutado el día 23 de enero de 1989, pero en realidad Bundy fue ejecutado el día 24.

## Reparto
| Personaje       | Reparto                                 |
| --------------- | --------------------------------------- |
| Jim Carrey      | Walter Sparrow / Detective Fingerling   |
| Virginia Madsen | Agatha Pink-Sparrow / Fabrizia          |
| Logan Lerman    | Robin Sparrow                           |
| Danny Huston    | Isaac French / Dr. Miles Phoenix        |
| Rhona Mitra     | Laura Tollins                           |
| Mark Pellegrino | Kyle Finch                              |
| Paul Butcher    | Joven Walter Sparrow / Joven Fingerling |
| Lynn Collins    | Rubia suicida / Sra. Dobkins            |
| Bud Cort        | Dr. Sirius Leary                        |
| Tom Lenk        | Empleado de la librería                 |
| Bob Zmuda       | Empleado del hotel                      |

## Crítica
La película recibió críticas negativas, con una media del 8% en los Rotten Tomatoes. Entre los pocos críticos a los que les gustó la película se encontraron Richard Roeper y George Pennachio de KABC-TV, de Los Ángeles, que dieron a la película dos pulgares hacia arriba en el show televisivo Ebert & Roeper (Pennachio sustituía a Roger Ebert durante un periodo en el que Ebert estuvo enfermo).

## Lanzamiento en DVD
El filme fue lanzado en DVD el 24 de julio de 2007. Incluye escenas que fueron borradas, como un comienzo alternativo mucho más abstracto, y un final en el que se dan más detalles sobre la estancia en prisión de Walter y la posibilidad de que su hijo herede la obsesión de su padre. El disco además incluye entrevistas con matemáticos, psicólogos y numerólogos. El DVD muestra la película dividida en 23 capítulos.